# Nuncjatura Apostolska w Angoli
Nuncjatura Apostolska w Angoli – misja dyplomatyczna Stolicy Apostolskiej w Republice Angoli. Siedziba nuncjusza apostolskiego mieści się w Luandze.

## Historia
W 1975 papież Paweł VI utworzył Delegaturę Apostolską w Angoli. 1 września 1997 św. Jan Paweł II podniósł ją do rangi nuncjatury apostolskiej. 
Od 1985 Stolica Apostolska mianuję swoich przedstawicieli w Demokratycznej Republice Wysp Świętego Tomasza i Książęcej, do 1996 w randze pronuncjusza, a od 1996 w randze nuncjusza. Dotychczas wszyscy akredytowani w tym państwie dyplomaci papiescy byli delegatami lub nuncjuszami w Angoli.

## Przedstawiciele papiescy w Angoli

### Delegaci apostolscy w Angoli
- abp Giovanni De Andrea (1975–1983) Włoch
- abp Fortunato Baldelli (1983–1991) Włoch
- abp Félix del Blanco Prieto (1991–1996) Hiszpan
- abp Aldo Cavalli (1996–1997) Włoch

### Nuncjusze apostolscy w Angoli
- abp Aldo Cavalli (1997–2001) Włoch
- abp Giovanni Angelo Becciu (2001–2009) Włoch
- abp Novatus Rugambwa (2010–2015) Tanzańczyk
- abp Petar Rajič (2015–2019) Chorwat
- abp Giovanni Gaspari (2020–2024) Włoch
- abp Kryspin Dubiel (od 2024)  Polak